# Lanugo yucatan
Lanugo yucatan är en stekelart som beskrevs av Dmitriy R. Kasparyan och Ruiz-cancino 2005. Lanugo yucatan ingår i släktet Lanugo och familjen brokparasitsteklar. Inga underarter finns listade i Catalogue of Life.